# 李奎浩
李 奎浩（イ・ギュホ、1926年6月19日 - 2002年4月19日）は、大韓民国の教育者、政治家。本貫は慶州李氏。

## 生涯
慶尚南道晋州郡にて誕生。1979年の粛軍クーデター後、新軍部によって国土統一院長官に抜擢された。第五共和国では文教部長官と大統領秘書室長を務めた。文教部長官時代の1980年に7・30教育改革措置を主導。教育政策を介して、新軍部の理念を支持した。

## 学歴
- 1950年 - 韓神大学校卒
- 1962年 - 西ドイツ、テュービンゲン大学哲学博士
- 1983年 - アメリカ合衆国、シートン・ホール大学名誉法学博士

## 職歴
- 1963年 - 中央大学校教授
- 1964年 - 延世大学校教授
- 1977年 - 延世大学校教育大学院長
- 1979年 - 国土統一院長官
- 1980年 - 文教部長官
- 1984年 - 韓国教員大学校総長
- 1984年 - 精神教育中央協議会会長
- 1985年 - 大統領秘書室長
- 1985年 - 駐日大使
- 1988年 - 外務部本部大使
- 1992年 - 人間開発研究院会長
- 1992年 - ステップ学術研究院院長
- 1995年 - 純神大学校（現在の韓世大学校）総長

## 参考資料
- 이규호 - 韓国行政研究院
- “전 문교부 장관 이규호 장로 소천”. Christian Today. (2002年4月21日) 2008年3月28日閲覧。
- “역대 정부부처 장차관 - 교육인적자원부”.   東亜日報. 2008年3月28日閲覧。